# 플라스마 구

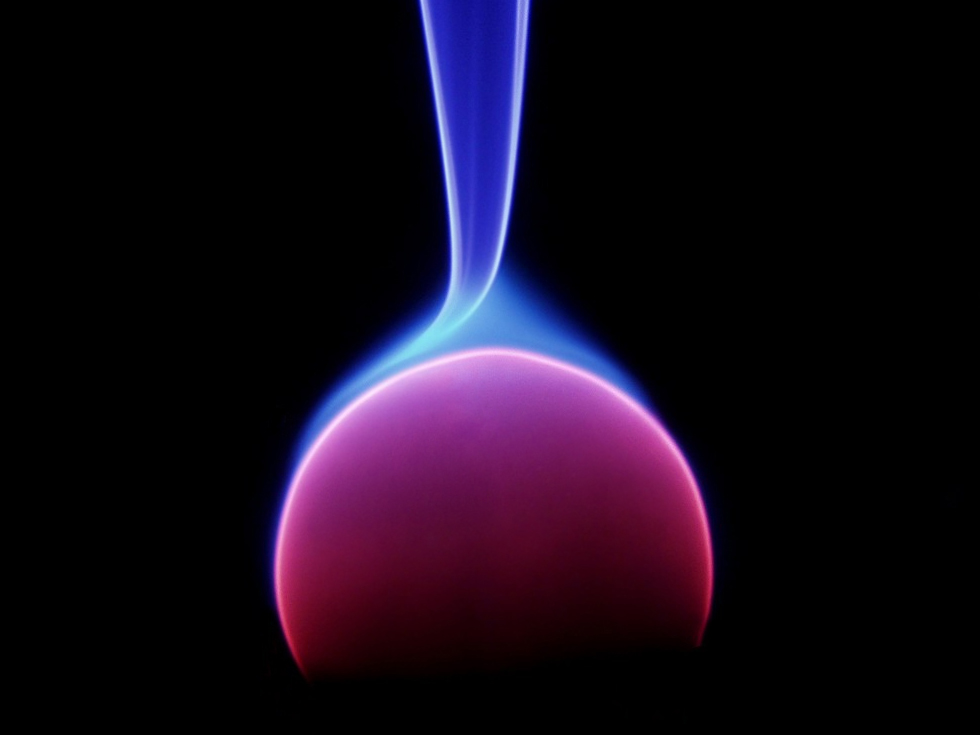
플라스마 구의 중심부

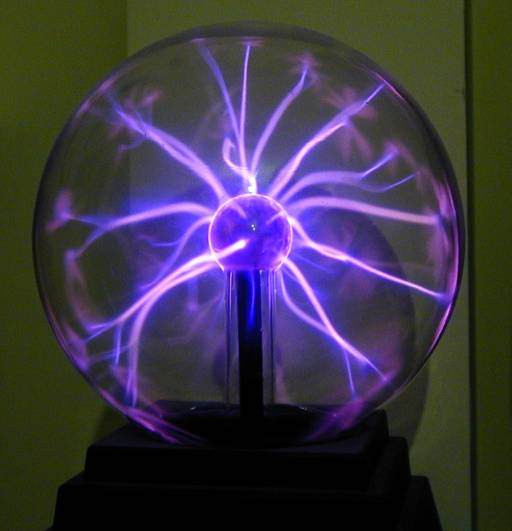
8인치짜리 플라스마 램프

플라스마 구(영어: plasma globe)는 1980년대 인기가 있었던 장식품이다. 1904년 니콜라 테슬라가 플라스마를 연구하기 위해 발명했으며, 후에 샌프란시스코의 과학박물관인 익스플로러토리엄의 빌 파커가 다시 사용하여 유명해졌다. 테슬라는 이 발명품을 "비활성 기체 방전 튜브"로 불렀다. 플라스마 공, 플라스마 볼 등으로 불리지만 구형의 튜브만 있는 것은 아니다.
다양한 변종이 있지만, 플라스마 램프는 주로 투명한 유리공에 희박하게 비활성 기체를 채워놓아 속의 압력을 낮게 유지하고, 중심에는 고주파, 고압의 교류 전압을 걸어 놓는다. 바깥을 감싸는 유리공의 중심부에 전극 역할을 하는 훨씬 작은 공이 있다. 꿈틀거리는 번개는 중심의 전극에서 바깥쪽으로 뻗어 나오게 된다.
유리 근처에 손을 가져다 대면 그 부근의 고주파 전자기장이 무너지게 되며, 따라서 번개가 주심에서 접촉한 곳으로 올라오게 된다. 유리는 고주파 전류에 대해서는 전류의 흐름을 막지 못하기 때문에 유리공 주변에 전기를 통하는 물질이 가까이 오게 되면 전류가 발생하게 된다. 다시 말하자면 유리는 축전지안에 들어있는 유전체의 역할만 할 뿐이고, 축전지는 고주파 전류를 통과시킨다.
컴퓨터 마우스 같은 전자기기를 램프 가까이 대지 않도록 주의해야 한다. 유리가 뜨거워질 수 있을 뿐 아니라, 고전압은 기기 바깥을 싸고 있는 절연체를 통과하여 기기에 정전기를 일으켜 손상을 입힐 수 있다. 램프가 만들어 내는 라디오 대역의 장은 노트북에 쓰이는 트랙패드나, iPod 등등의 기기와 간섭할 수 있다.
몇 분 이상 계속 켜놓으면 공 주변에 오존이 쌓일 수 있다.

## 같이 보기
- 퓨저
- 광원 목록
- 진공 아크